# ردود الفعل الدولية لضم الاتحاد الروسي شبه جزيرة القرم
أدانت ردود الفعل الدولية لضم الاتحاد الروسي شبه جزيرة القرم دائمًا قرار روسيا بالتدخل، ودعمت سيادة أوكرانيا وسلامة ووحدة أراضيها، ودعمت أيضًا إيجاد نهاية سريعة للأزمة. هددت الولايات المتحدة الأمريكية والاتحاد الأوروبي بفرض عقوبات على روسيا، ولاحقًا شرعت بتنفيذ تهديدها، بسبب دور روسيا في هذه الأزمة، وحثت روسيا على الانسحاب. اتهمت روسيا الولايات المتحدة الأمريكية والاتحاد الأوروبي بتمويل الثورة وتوجيهها، وانتقمت للعقوبات المفروضة عليها عن طريق فرض عقوبات من جهتها أيضًا.

## أعضاء الأمم المتحدة والدول المراقبة

### جمهوريات الاتحاد السوفيتي السابقة
- أرمينيا: صرّح الرئيس سيرج سركسيان في 7 مارس في جلسة حزب الشعب الأوروبي في دبلن ما يلي: ‹‹الأحداث الأوكرانية مدعاة للقلق لنا جميعًا، ودعا لاتخاذ كل الإجراءات الممكنة لتخفيف حدة التوتر وإيجاد حلول منطقية عن طريق الحوار››. وقال الرئيس سيرج سركسيان أثناء مكالمة هاتفية مع الرئيس الروسي بوتين في 19 مارس إنّ الاستفتاء العام في شبه جزيرة القرم هو ممارسة الشعب لحقوقه في تقرير مصيره من خلال التعبير بحرية عن إرادته.[5][6][7]
- أذربيجان: عبّر السفير الأذربيجاني في أوكرانيا إينولا مادتلي في 3 مارس عن دعمه لسلامة ووحدة أراضي أوكرانيا.[8]
- بيلاروسيا: عبرت وزارة الخارجية في 28 فبراير عام 2014 عن قلقها حول الأحداث في أوكرانيا. وأكّد الرئيس ألكسندر لوكاشينكو في 5 مارس دعمه لسلامة ووحدة أراضي أوكرانيا. ونشرت وزارة الخارجية في 19 مارس عام 2014 بيانًا آخرًا. وصف فيه الرئيس لوكاشينكو في 23 مارس شبه جزيرة القرم أنها جزء من روسيا في الواقع، ولكنه أشار إلى وجوب بقاء أوكرانيا دولة متكاملة، وغير قابلة للتجزئة، وغير متحيزة.[9][10][11][12]
- إستونيا: صرح وزير الخارجية أورماس بات في 1 مارس ما يلي: ‹‹ يشكل قرار البرلمان الروسي بالسماح باستخدام القوات العسكرية في أوكرانيا تهديدًا واضحًا لسيادة أوكرانيا وسلامة أراضيها، ويجب على التهديدات والأعمال العسكرية الروسية ضد أوكرانيا أن تتوقف››. ودعا القيادة الأوكرانية للقيام بجميع الإجراءات التي من شأنها تخفيض حدة التوتر واستعادة الوحدة المجتمعية. وصرّح الرئيس الإستوني توماس هندريك إيلفس ‹‹أن ضم شبه جزيرة القرم قد حدث بسرعة وبإجادة تامة دون التخطيط المسبق له، وقال إنّ فشل مذكرة بودابست للضمانات الأمنية ربما يكون له نتائج بعيدة الأمد لأجيال، وقال: لا أعرف أي دولة يمكن أن تتخلى في المستقبل عن سلاحها النووي مقابل ضمان أمني››.[13][14]
- جورجيا: دعا الرئيس جيورجي مارغفيلاشفيلي في 1 آذار المجتمع الدولي إلى ‹‹عدم السماح بنشوب صراع جديد في أوروبا، واستخدام كل الوسائل المتاحة لتجنب أي عدوان مُحتمل والحفاظ على سيادة أوكرانيا وسلامة أراضيها››. وصرّح الرئيس أيضًا في 11 مارس التالي: ‹‹دفع فشل المجتمع الدولي في معاقبة روسيا بسبب غزوها لجورجيا في عام 2008 موسكو للاعتقاد بأنها تستطيع الاستيلاء على شبه جزيرة القرم الأوكرانية››. تبنى برلمان جورجيا في 6 مارس القرار بدعم سيادة وسلامة الأراضي الأوكرانية وأدان بشدة الأعمال العنيفة التي قامت بها روسيا ضد أوكرانيا، بالإضافة إلى جميع الأعمال التي نفذتها، من انتهاك للمبادئ الأساسية للقانون الدولي. وأكّد القرار على أنّ ‹‹الأعمال العدوانية التي قام بها الاتحاد الروسي مؤخرًا ضد سيادة وسلامة أراضي أوكرانيا، بما في ذلك استخدام الوحدات العسكرية في أراضي أوكرانيا في انتهاك أحكام الاتفاقيات الثنائية والتهديد بالعدوان العسكري على نطاق واسع، تشكل تهديدًا حقيقيًا ليس فقط لأوكرانيا الصديقة، بل لجورجيا ولكامل أوروبا››.[15][16][17]

- كازاخستان: صرحت وزارة الشؤون الخارجية الكازاخستانية في 3 مارس أنّ كازاخستان قلقة جدًا بسبب الأحداث الحالية في أوكرانيا. حث البيان كل الأطراف على التنازل عن استخدام القوة وحل الأزمة من خلال المفاوضات، ‹‹ بناءً على احترام المبادئ الأساسية للقانون الدولي››. لكن الرئيس قاسم جومارت توكاييف الذي خلف الرئيس نور سلطان نزارباييف الذي بقي فترة طويلة في عام 2019، علّق أثناء زيارته لألمانيا أنه لا يعتقد أن شبه جزيرة القرم قد ضُمَّت، وقد فضّل استخدام كلمة ‹‹أُلحقت››، وهذا ما نتج عنه إدانة وزارة الشؤون الخارجية الأوكرانية.[18][19]
- قيرغيزستان: ترى قيرغيزستان أنّ الحكومة الأوكرانية المؤقتة شرعية، وعبرت عن قلقها إزاء هذه الأزمة، وهي تدين أي أنشطة تهدف إلى زعزعة استقرار أوكرانيا. أصدرت وزارة الخارجية بيانًا آخر في 16 مارس ينص على ما يلي: ‹‹ كما أسلفت جمهورية قيرغيزستان سابقًا، فهي تتمسك برأيها أنّ التصرفات غير المدروسة وفساد السلطات الأوكرانية السابقة أدّت إلى الأزمة الحالية وقتل العشرات من الناس الأبرياء. وفي نفس الوقت، ستمثل نتائج الاستفتاء العام في شبه جزيرة القرم في 16 مارس من هذا العام إرادة الغالبية المطلقة من سكان جمهورية المستقلة. إنها حقيقة موضوعية على الرغم من التقديرات المتناقضة المُفترضة لهذا الاستفتاء العام››.[20][21]
- لاتفيا: أصدر رئيس لاتفيا، والمتحدث باسم البرلمان، ورئيس الوزراء، ووزير الخارجية بيانًا مشتركًا ينص على ‹‹وقوف لاتفيا بقوة إلى جانب سلامة أراضي أوكرانيا، ويرى البيان أنه يجب إدانة أي إجراءات تهدف إلى تقسيم المجتمع الأوكراني والتشكيك في وحدة أراضيها بأقوى العبارات الممكنة››. وقال وزير الخارجية إدغارز رينكوفيكز ‹‹يشبه سيناريو شبه جزيرة القرم احتلال اتحاد الجمهوريات السوفييتية الاشتراكية لدول البلطيق عام 1940. إنّ التاريخ يعيد نفسه، أولًا كمأساة وثانيًا كمهزلة››. وصرّحت وزارة الشؤون الخارجية في 28 أغسطس من عام 2014 كما يلي: ‹‹تدين لاتفيا غزو القوى العسكرية الروسية للأرض الأوكرانية. يمثّل هذا عدوانًا مفتوحًا ضد سيادة أوكرانيا وسلامة أراضيها ويقوّض المبادئ الأساسية للقانون الدولي››.[22][23][24]
- ليتوانيا: أعلنت وزارة الخارجية أنها استدعت السفير الروسي في ليتوانيا لمناقشة الوضع في أوكرانيا. وقالت الرئيسة داليا غريباوسكايتي: ‹‹أن روسيا كانت خطيرة. سيكون دور مولدوفا بعد أوكرانيا، وسيأتي الدور بعد مولدوفا على دول مختلفة. إنهم يحاولون إعادة رسم الحدود بعد الحرب العالمية الثانية في أوروبا››.[25]
- مولدوفا: صرّح رئيس مولدوفا نيكولاي تيموفتي في 2 مارس من عام 2014: ‹‹تؤكد مولدوفا على أهمية التقيد بسيادة أوكرانيا وسلامة أراضيها وعدم السماح بانتهاك مبادئ القانون الدولي››.[26]
- أوزبكستان: أصدرت وزارة الشؤون الخارجية بيانًا قالت فيه أنّ أفعال روسيا في شبه جزيرة القرم ‹‹ تخلق تهديدًا حقيقيًا لسيادة أوكرانيا وسلامة أراضيها، وأنّ هذه الأفعال لا يمكن إلّا أن تسبب قلقًا وتخوفًا عميقين بالنسبة لأوزبكستان››.[27][28]

### الدول الأخرى
- أفغانستان: أعلن الرئيس حامد كرزاي ما يلي: ‹‹نحن نحترم قرار شعب شبه جزيرة القرم الذي اتخذوه في الاستفتاء العام الأخير والذي ينص على أنّ شبه جزيرة القرم جزء من الاتحاد الروسي››.[29]
- ألبانيا: أدانت وزارة الشؤون الخارجية الألبانية في 3 مارس التدخل العسكري الروسي في أوكرانيا، والذي اعتبرته تحدٍ لمبادئ القانون الدولي وانتهاكًا لسيادة أراضي أوكرانيا وسلامتها.[30]
- الأرجنتين: صوتت ممثلة الأرجنتين ماريا كرستينا بيرسيفال في مجلس الأمن التابع للأمم المتحدة في 15 مارس لمصلحة قرار طرحته الولايات المتحدة الأمريكية يدين الاستفتاء العام الذي سيجرى في 16 مارس. ووضحت أن تصويتها لهذا القرار جاء بسبب تأكيدها لمبادئ سلامة الأراضي الذي يساهم في الحوار البنّاء لتحقيق حل سلمي يشمل جميع الكيانات السياسية. وحثت على وقف الأعمال التي من شأنها عرقلة مثل هذا الحل، وقالت أن من حق الأوكرانيين تقرير شؤونهم. وليس على المجلس أن يقيّم الوضع، بل أن يحافظ على الأمن والسلام الدوليين. تأمل الأرجنتين أن تحترم كل البلدان مبدأ عدم التدخل في شؤون الدولة.[31]